# Metal for Muthas
Metal for Muthas – album kompilacyjny wydany w 1980 przez Sanctuary Records zawierający utwory grup zaliczanych do New Wave of British Heavy Metal. Poza przewodzącym gatunkiem muzycznym, na płycie znajduje się także utwór bluesrockowy ("Blues in A") jak i elementy stylu progresywnego ("Captured City").

## Lista ścieżek
1. Iron Maiden – "Sanctuary"
2. Sledgehammer – "Sledgehammer"
3. E.F. Band – "Fighting for Rock and Roll"
4. Toad the Wet Sprocket – "Blues in A"
5. Praying Mantis – "Captured City"
6. Ethel the Frog – "Fight Back"
7. Angel Witch – "Baphomet"
8. Iron Maiden – "Wrathchild"
9. Samson – "Tomorrow or Yesterday"
10. Nutz – "Bootliggers"